# Peperomia spiculata
Peperomia spiculata är en pepparväxtart som beskrevs av William Trelease. Peperomia spiculata ingår i släktet peperomior, och familjen pepparväxter. Utöver nominatformen finns också underarten P. s. elliptica.